# Họ Ruồi trâu
Họ Ruồi trâu (danh pháp khoa học: Tabanidae là một họ thuộc bộ Hai cánh (Diptera).
Họ này có khoảng 4.500 loài phân bố khắp thế giới, trong đó hơn 1.000 loài thuộc chi Tabanus. Có 3 phân họ đã được công nhận rộng rãi:
- Chrysopsinae
- Pangoniinae
- Tabaninae
- Chi Zophina hiện được đặt riêng, dù đôi khi được đưa vào phân họ Pangoniinae.

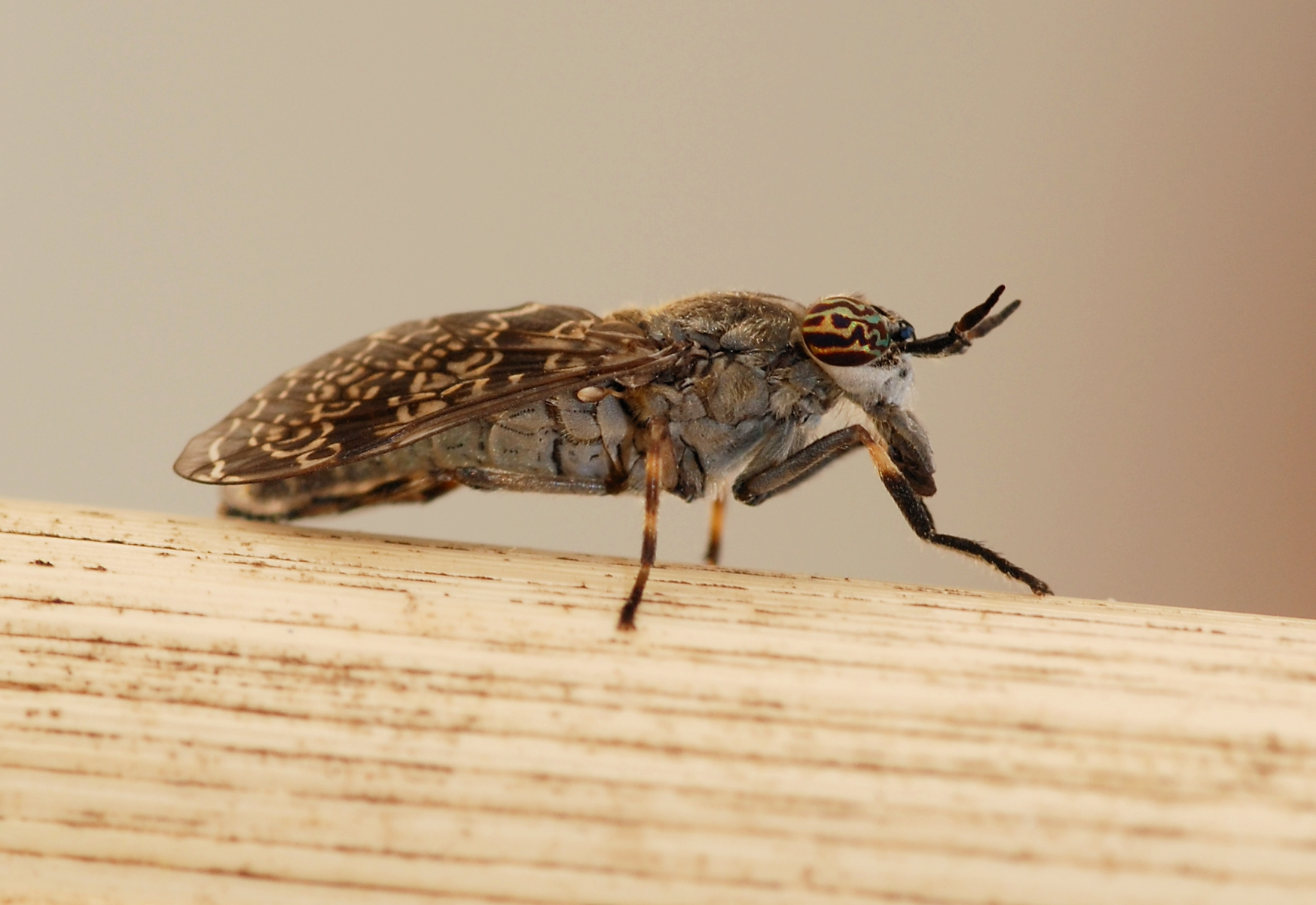
Một con ruồi trâu

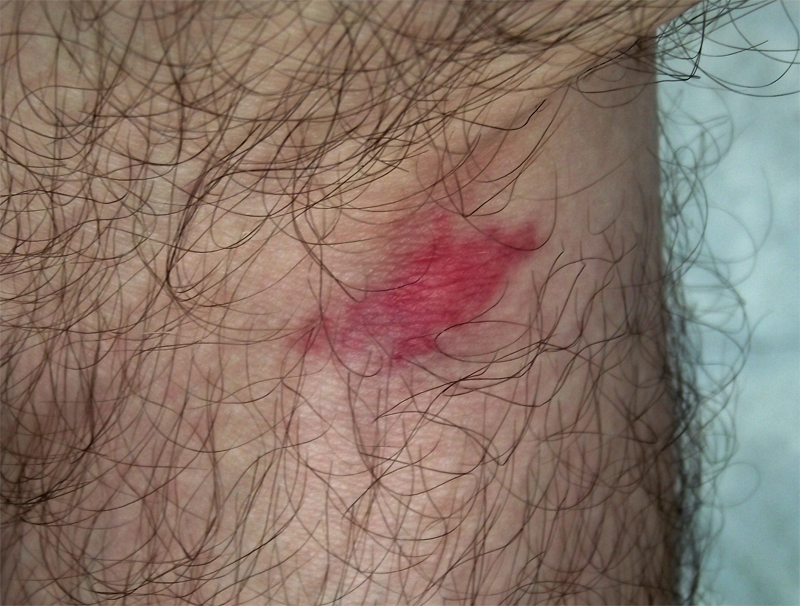
Vết cắn của ruồi trâu trên người.

## Gallery

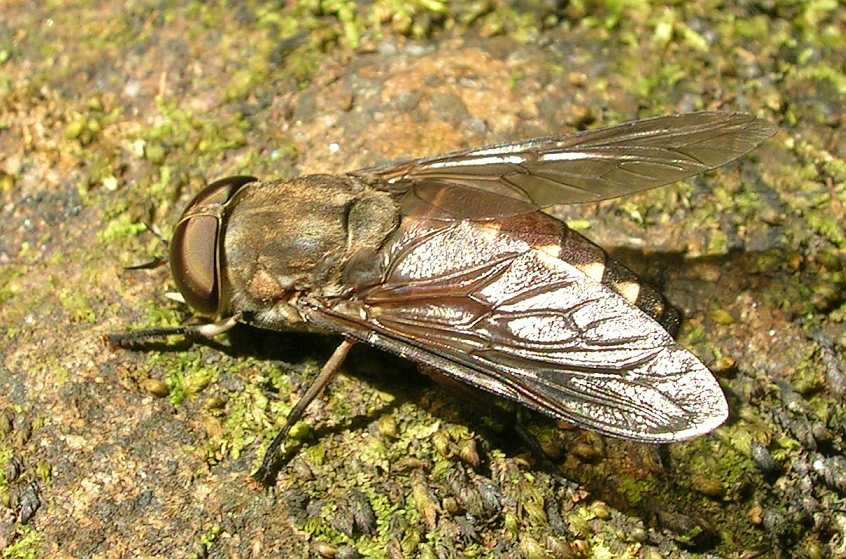
Một con ruồi trâu]
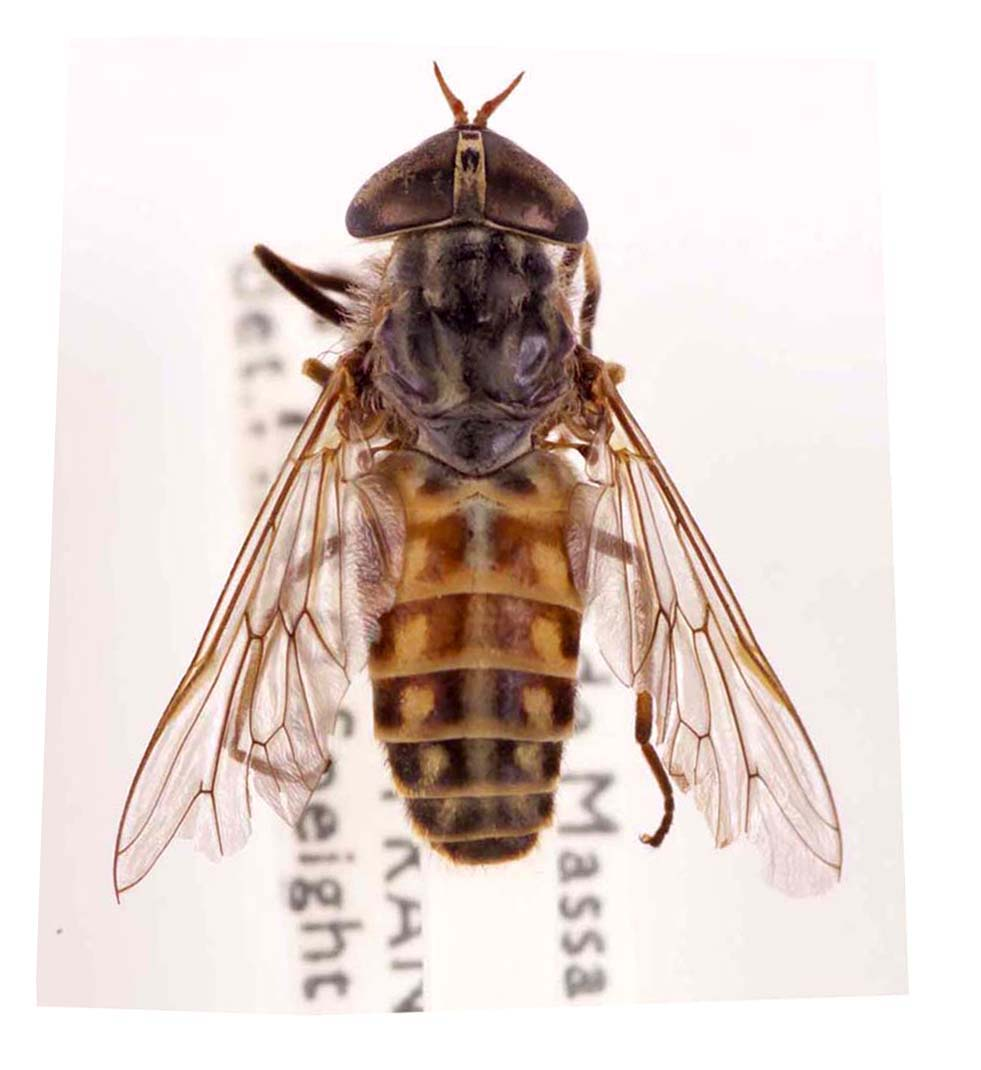
Tabanus glaucops
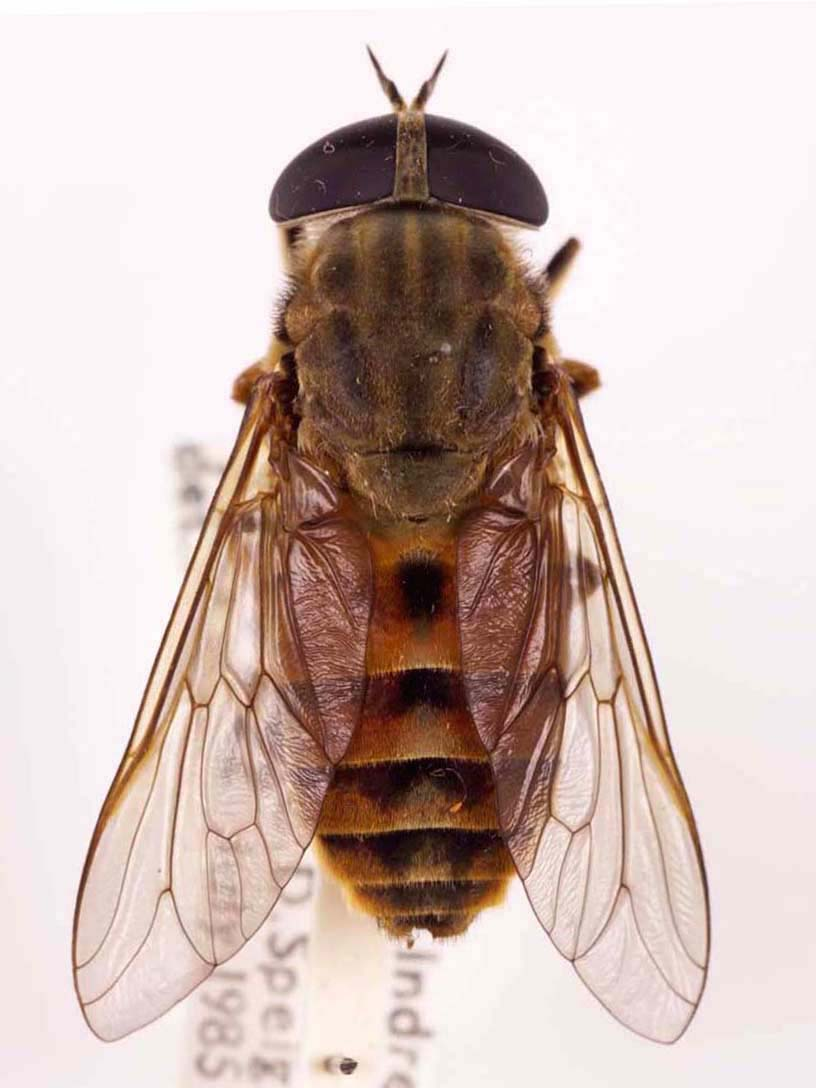
Tabanus eggeri
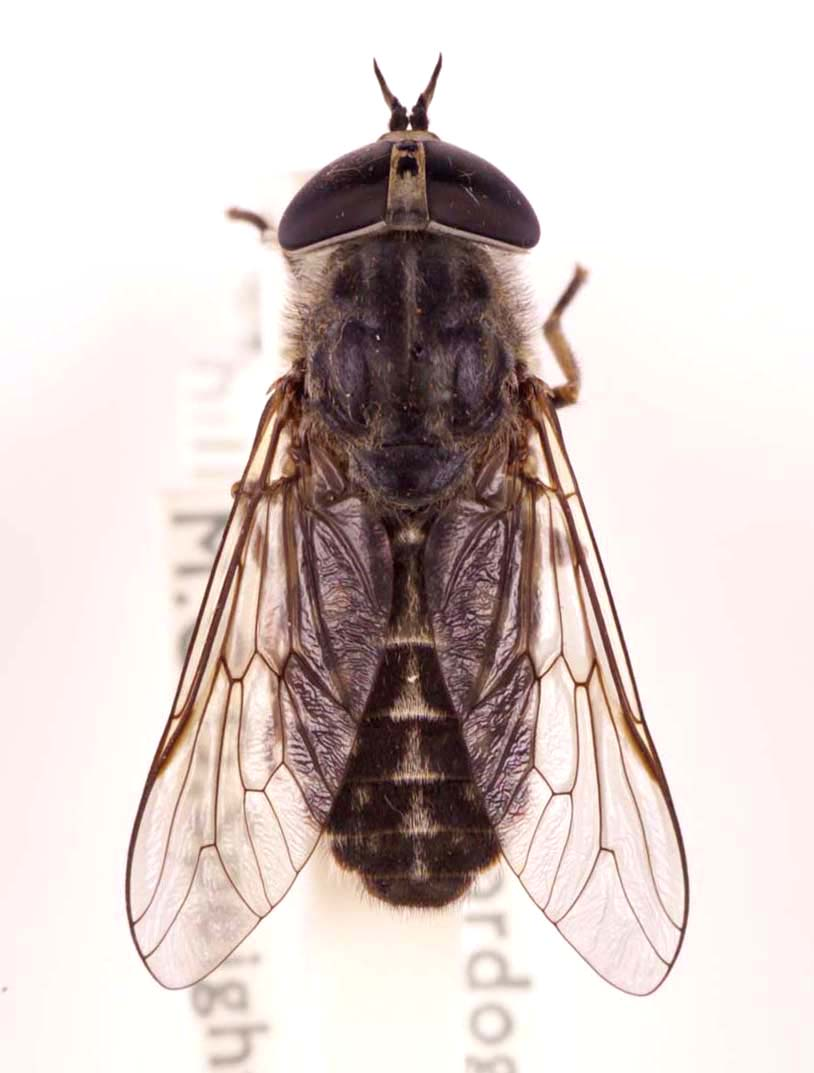
Tabanus unifasciatus
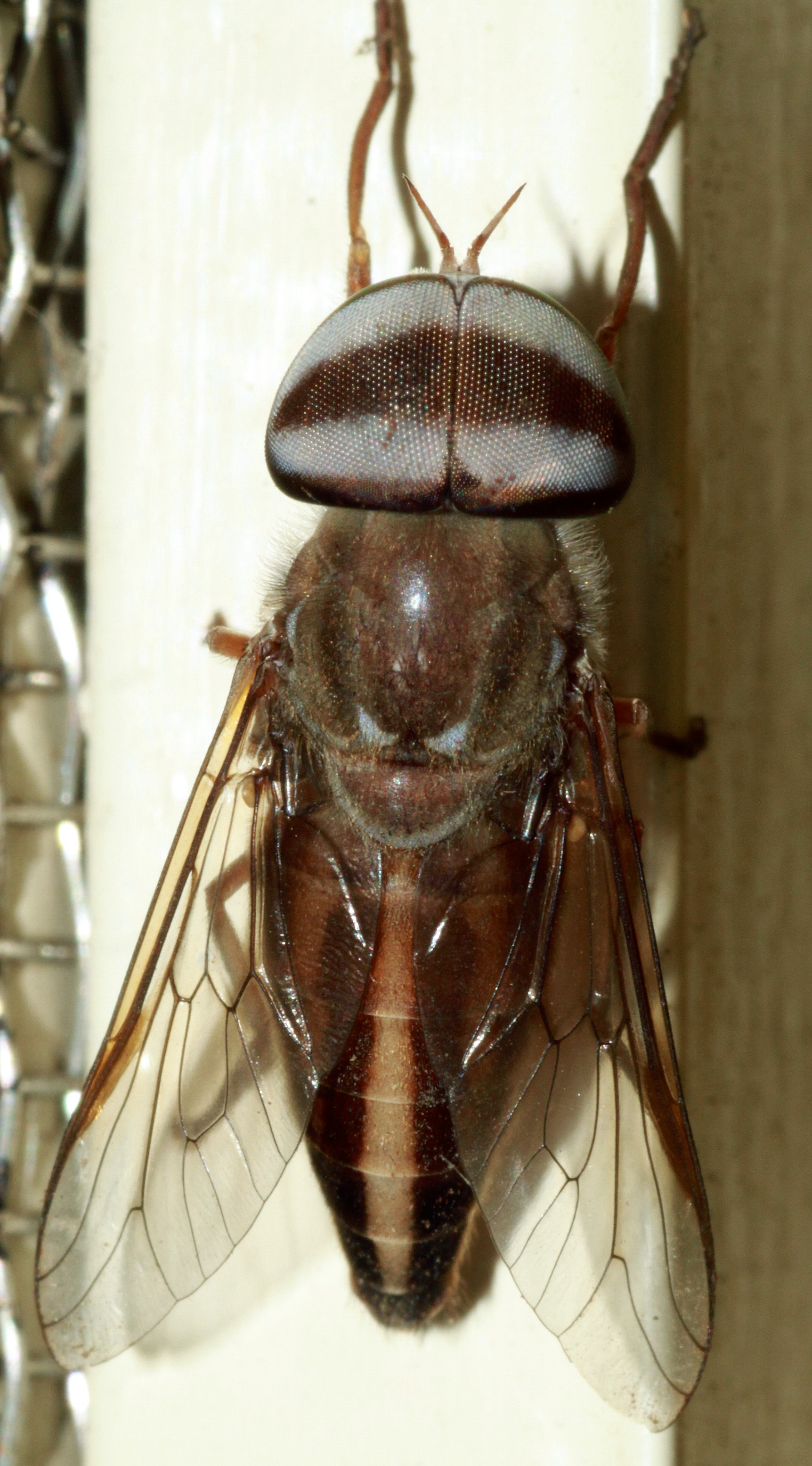
Tabanus melanocerus